# Decimace
Decimace (latinsky decimatio) byla forma vojenského vynucování disciplíny v římské armádě a zároveň nejtvrdší trest v legii. K decimaci se přistupovalo v případě výjimečně velkého provinění (vzpoura nebo zvlášť ostudná zbabělost – vojsko se mělo propříště bát velitele víc než nepřítele).

## Původ
Latinské slovo decimatio je odvozeno z lat. decimus - desátý. Decimatio pak volně přeloženo znamená „odstranění každého desátého“.

## Průběh
Legie vybraná k potrestání decimací byla rozdělena do skupin po deseti, každá skupina dostala losy a voják, na kterého los připadl, byl spolubojovníky popraven, často ukamenován či ubit. Zbylí vojáci dostali příděl horšího ječmene namísto pšenice a byli nuceni za trest přenocovat mimo tábor. Protože však decimace sílu armády výrazně oslabovala, velení k ní sahalo zřídka.

## Zdroje
První zmínka o decimování vojska pochází už z roku 471 př. n. l. Jak napsal Livius, došlo k tomu za raných římských válek proti Volskům. Praxi znovu oživil Crassus v roce 71 př. n. l. v průběhu války proti vzbouřeným otrokům vedeným Spartakem.
Decimace byla poté v Římské říši stále praktikována, podle Suetonia ji použil Augustus roku 17 př. n. l. a Tacitus zaznamenal, že Lucius Apronius poručil zdecimovat kohortu III Augusta po porážce legionářů v roce 20 př. n. l.

## Současné použití slova
Dnešní termín decimace značí extrémně velký úbytek obyvatelstva či populace či těžké ztráty vojenské jednotky, obvykle mnohem větší než tradiční římská jedna desetina.
V oboru zpracování digitálních signálů se tento pojem používá v souvislosti se snižováním počtu vzorků mohutnosti vzorkovaného signálu. Pokud je signál decimován s decimačním faktorem M, pak je zachován pouze každý M-tý vzorek, ostatní jsou odstraněny. Používá se například ke snížení redundantní informace - menší objem dat = větší rychlost zpracování. Podobně jako v předchozím případě ani zde není nutné, dokonce ani možné,[zdroj?] zachovat tradiční římskou desetinu. Decimační faktor totiž musí být celé kladné číslo, aby operace měla smysl, musí navíc toto číslo být větší nebo rovno 2. Opakem procesu decimace je interpolace – tedy zvyšování datové mohutnosti signálu - prokládání vzorkovaného signálu v mezilehlých bodech, kde není definován.